# Cutigliano
Cutigliano é uma comuna italiana da região da Toscana, província de Pistoia, com cerca de 1.699 habitantes. Estende-se por uma área de 43 km², tendo uma densidade populacional de 40 hab/km². Faz fronteira com Abetone, Bagni di Lucca (LU), Fanano (MO), Fiumalbo (MO), Piteglio, San Marcello Pistoiese.
Pertence à rede das Cidades Cittaslow.

## Demografia
| Variação demográfica do município entre 1861 e 2011                               |
|                                                                                   |
| Fonte: Istituto Nazionale di Statistica (ISTAT) - Elaboração gráfica da Wikipedia |